# Schmidtea polychroa
Schmidtea polychroa es una especie de tricládidos dugésidos que habita las aguas dulces poco profundas de los ríos y lagos de Europa. También está presente en América del Norte, donde se ha introducido al menos en el sistema del río San Lorenzo. Es un animal con una capacidad de dispersión limitada.

## Dieta
Los individuos de esta especie buscan comida activamente, alimentándose principalmente de pequeños invertebrados preferentemente de oligoquetos y también de gasterópodos.

## Reproducción
Schmidtea polychroa es hermafrodita, produciendo los capullos en temperaturas de agua entre 10 y 23 °C.